# Dolus-d’Oléron
Dolus-d’Oléron ist eine französische Gemeinde mit 3187 Einwohnern (Stand: 1. Januar 2022) im Département Charente-Maritime in der Region Nouvelle-Aquitaine; sie gehört zum Arrondissement Rochefort und ist Teil des Kantons Île d’Oléron. Die Einwohner werden Dolusien(ne)s genannt.

## Geographie
Die Gemeinde liegt auf der Insel Île d’Oléron und erstreckt sich wie ein Streifen zu beiden Küsten im Westen und Osten zum Atlantik. Umgeben wird Dolus-d’Oléron von den Nachbargemeinden Saint-Pierre-d’Oléron im Norden, Le Château-d’Oléron im Süden und Südosten sowie Le Grand-Village-Plage im Süden.

## Geschichte
1391 wurde der Ort erstmals erwähnt.

### Bevölkerungsentwicklung
| Jahr      | 1962 | 1968 | 1975 | 1982 | 1990 | 1999 | 2006 | 2017 |
| Einwohner | 1744 | 1786 | 2006 | 2145 | 2440 | 2723 | 3145 | 3229 |

## Sehenswürdigkeiten
- Kirche Saint-André, erbaut Anfang des 17. Jahrhunderts, nachdem der Vorgängerbau aus dem 13. Jahrhundert in den Religionskriegen zerstört wurde
- Priorat Saint-Médard mit Kapelle aus dem 12. Jahrhundert, Monument historique
- Strand von La Perroche
- Mahnmal der Toten der Kriege

Siehe auch: Liste der Monuments historiques in Dolus-d’Oléron

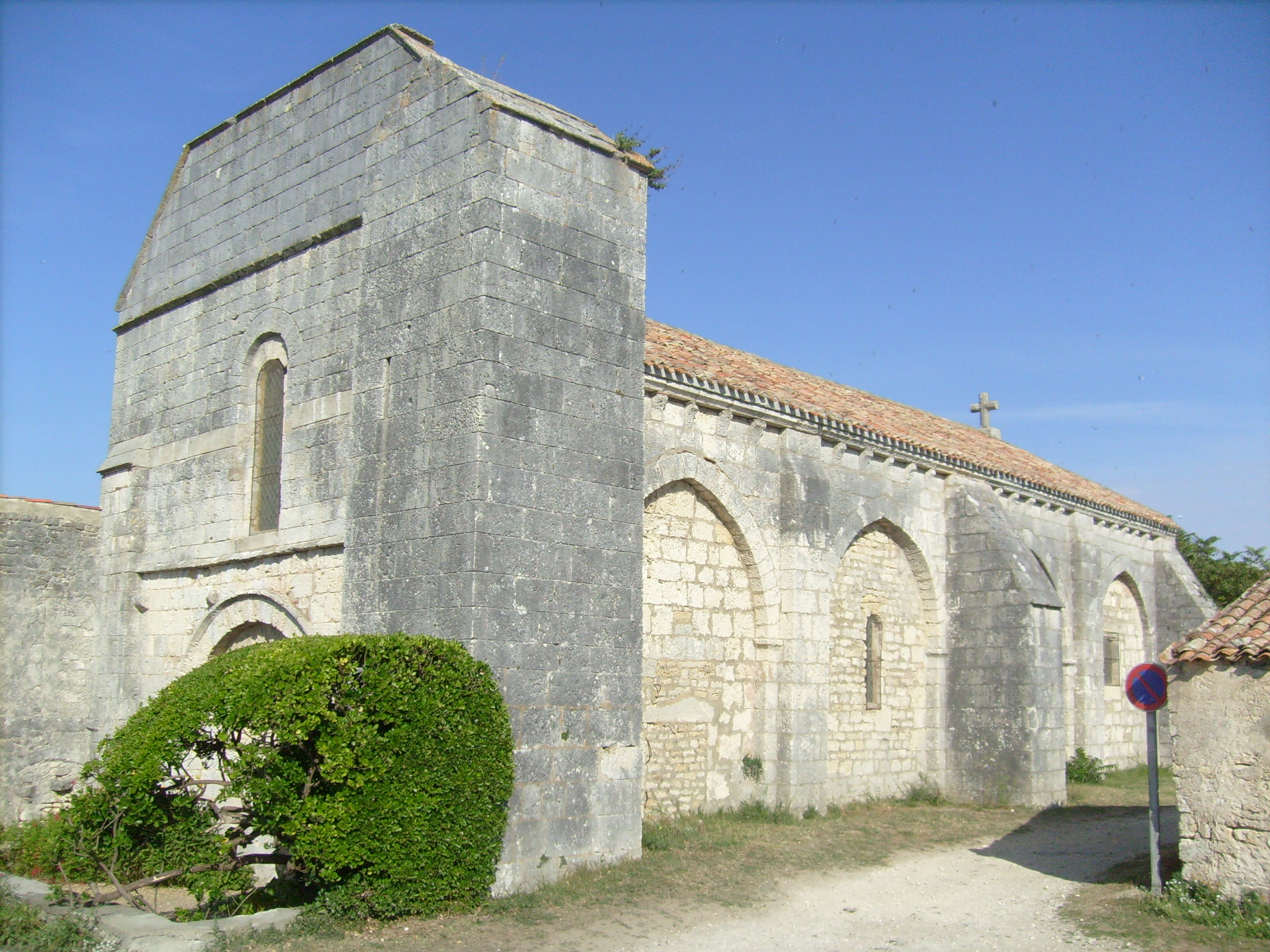
Kirche Saint-Médard

## Persönlichkeiten
- Maurice Renard (1875–1939), Schriftsteller, lebte hier zeitweise und ist auf dem Friedhof bestattet